# Joaquín Gori
Joaquín José Gori y Álvarez de Castro (Cartagena de Indias 11 de febrero de 1798-Bogotá, 19 de junio de 1868) fue un político, militar y abogado colombiano.

## Biografía
Realizó la carrera militar hasta llegar al grado de coronel, participando en algunas batallas de la Independencia; así mismo obtuvo el título de abogado en 1820, ejerciendo distintos empleos como funcionario público, y como juez y fiscal desde 1825.
Desde 1828 Gori empezó a asistir al Congreso, representando a Bogotá, y alineándose con el sector ministerial, que terminaría por convertirse en el Partido Conservador Colombiano. En 1840 fue gobernador de la provincia de Bogotá y presidente del Senado, y entre 1843 y 1845 fue Vicepresidente de la República. 
En las elecciones de 1849 fue candidato a la presidencia de Nueva Granada, quedando en segundo lugar y pasando junto a José Hilario López y Rufino Cuervo a la ronda de perfeccionamiento en el Congreso, en el cual no tuvo mayor apoyo y su candidatura se disolvió.